# 陳柏宇LIFE IS LIVE演唱會
《陳柏宇LIFE IS LIVE演唱會》是由香港歌手陳柏宇於2024年12月1日開始的演唱會演出。為陳柏宇全新的世界巡迴演唱會，本演唱會首站於2024年12月1日在澳門舉辦。香港站則於2025年2月15至16日在香港會議展覽中心Hall 5BC期間舉辦。

## 演出製作
2024年12月1日於澳門百老匯舉行演唱會首場，之後巡演主要集中中國大陸裡進行。
香港站的開場方式與內地及澳門不一樣，香港站吊著鋼絲演唱開場曲，不幸被細菌感染，聲帶紅腫，但陳柏宇依然堅持演出一連2場的演唱會。

## 巡迴場次
| 場次 | 日期          | 國家／地區 | 城市 | 地點                     | 備註 |
| ---- | ------------- | ---------- | ---- | ------------------------ | ---- |
| 1    | 2024年12月1日 | 澳門       | 澳門 | 百老匯舞台               |      |
| 2    | 2025年1月11日 | 中国       | 江門 | 江門體育中心體育館       |      |
| 3    | 2025年2月15日 | 香港       | 香港 | 香港會議展覽中心Hall 5BC |      |
| 4    | 2025年2月16日 | 香港       | 香港 | 香港會議展覽中心Hall 5BC |      |
| 5    | 2025年3月1日  | 中国       | 廣州 | 廣州體育館一號館         |      |
| 6    | 2025年6月28日 | 中国       | 佛山 | 嶺南明珠體育館           |      |
| 7    | 2025年8月30日 | 中国       | 深圳 | 深圳國際會展中心20號館   |      |

## 表演曲目
1. 令人期待的下集預告 

2. 路人乙 

3. 逸後 

4. 你瞞我瞞 

5. 請跟我走 

6. 認真如初 

7. 霸氣情歌 

8. Mr. Adult 

9. 懷舊是一種品味 

10. 沒結果的一些感情 

11. 無限大 

12. 天光前（原唱：黃妍） 
 
13. 有我 

14. 可靠我 

15. 最後的擁抱 

16. 對得起自己 

17. 有天 

18. 最後晚餐（原唱：Supper Moment） 

19. 回眸一笑 

20. 沒有你, 我甚麼都不是 

Encore 

21. 讚讚自己 

22. 別來無恙 

23. 尊嚴 

1. 令人期待的下集預告 

2. 路人乙 

3. 逸後 

4. 拍一半拖 

5. 你瞞我瞞 

6. 關於後悔 

7. 請跟我走 

8. 認真如初 

9. 霸氣情歌 

10. Mr. Adult 

11. 懷舊是一種品味 

12. 沒結果的一些感情 

13. 無限大 

14. 天光前（原唱：黃妍） 
 
15. 有我 

16. 可靠我 

17. 最後的擁抱 

18. 對得起自己 

19. 有天 

20. 最後晚餐（原唱：Supper Moment） 

21. 告別之前 

22. 沒有你, 我甚麼都不是 

23. 別怕失去 

Encore 

24. 讚讚自己 

25. Jeep 

26. 車匙 

27. 親愛的仇人 

28. 尊嚴 

29. 別來無恙 

30. 後排慶功宴 

1. 令人期待的下集預告 

2. 路人乙 

3. 逸後 

4. 車匙 

5. 關於後悔 

6. 你瞞我瞞 

7. 請跟我走 

8. 認真如初 

9. 霸氣情歌 

10. Mr. Adult 

11. 中二寄生魂 

12. 魔法戰隊 

13. 樓上裝修 

14. Cheat Day 

15. 最後一個收費亭 
 
16. 無限大 
 
17. 天光前（原唱：黃妍） 
 
18. 可靠我 

19. 有我 

20. 對得起自己 

21. 逆流之歌（原唱：Rubberband） 

22. 有天 

23. 最後晚餐（原唱：Supper Moment） 

24. 金草莓 

25. 漂流木 

26. 沒有你, 我甚麼都不是 

Encore 

27. 讚讚自己 

28. 後排慶功宴 

29. Jeep 

30. 尊嚴 

31, 別來無恙 

32. I Miss You 